# Sommer-Paralympics 2004/Leichtathletik/800 m
Die Ergebnisliste der 800-Meter-Läufe bei den Sommer-Paralympics 2004 in Athen

## Männer

### T12
| Platz | Land | Athlet           |
| ----- | ---- | ---------------- |
| 1     | ESP  | Abel Avila       |
| 2     | TUN  | Maher Bouallegue |
| 3     | BRA  | Odair Santos     |

### T13
| Platz | Land | Athlet          |
| ----- | ---- | --------------- |
| 1     | NZL  | Tim Prendergast |
| 2     | BRA  | Gilson Anjos    |
| 3     | CAN  | Stuart McGregor |

### T37
| Platz | Land | Athlet              |
| ----- | ---- | ------------------- |
| 1     | UKR  | Oleksandr Driha     |
| 2     | TUN  | Mohamed Charmi      |
| 3     | POL  | Mariusz Tubielewicz |

### T38
| Platz | Land | Athlet          |
| ----- | ---- | --------------- |
| 1     | RSA  | Malcolm Pringle |
| 2     | TUN  | Abbes Saidi     |
| 3     | IRL  | Derek Malone    |

### T46
| Platz | Land | Athlet                  |
| ----- | ---- | ----------------------- |
| 1     | GBR  | Danny Crates            |
| 2     | ALG  | Samir Nouioua           |
| 3     | RWA  | Jean de Dieu Nkundabera |

### T52
| Platz | Land | Athlet               |
| ----- | ---- | -------------------- |
| 1     | MAR  | Abdellah El Zine     |
| 2     | AUT  | Thomas Geierspichler |
| 3     | CAN  | Dean Bergeron        |

### T53
| Platz | Land | Athlet         |
| ----- | ---- | -------------- |
| 1     | AUS  | Richard Colman |
| 2     | USA  | Adam Bleakney  |
| 3     | JPN  | Jun Hiromichi  |

### T54
| Platz | Land | Athlet        |
| ----- | ---- | ------------- |
| 1     | JPN  | Choke Yasuoka |
| 2     | RSA  | Ernst van Dyk |
| 3     | SUI  | Marcel Hug    |

## Frauen

### T12
| Platz | Land | Athlet            |
| ----- | ---- | ----------------- |
| 1     | FRA  | Assia El Hannouni |
| 2     | RUS  | Rima Batalova     |
| 3     | RUS  | Elena Pautova     |

### T53
| Platz | Land | Athlet               |
| ----- | ---- | -------------------- |
| 1     | USA  | Cheri Blauwet        |
| 2     | ITA  | Francesca Porcellato |
| 3     | SWE  | Madelene Nordlund    |

### T54
| Platz | Land | Athlet             |
| ----- | ---- | ------------------ |
| 1     | CAN  | Chantal Petitclerc |
| 2     | AUS  | Louise Sauvage     |
| 3     | CAN  | Jessica Matassa    |